# Š
Az š (latin small/capital letter s with caron) a horvát, cseh, szlovák, szlovén, szorb, kolta számi lett, és litván nyelvekben, valamint a łacinka írásban az IPA [ʃ] hang leírására szolgáló betű.

## Bevitele a számítógépen
| Billentyűzetkiosztás | kisbetű         | nagybetű         |
| -------------------- | --------------- | ---------------- |
| Windows billentyűzet | AltGr+2; S      | AltGr+2; Shift+S |
| Apple billentyűzet   | Alt+Caps Lock+E | Alt+Caps Lock+W  |

### Karakterkódolással
| Karakterkészlet | Kisbetű (š) | Nagybetű (Š) |
| --------------- | ----------- | ------------ |
| EBCDIC          | 353         | 352          |
| Bináris EBCDIC  | 101011000   | 101011000    |
| Unicode         | U+0161      | U+0160       |
| HTML/XML        | &scaron;    | &Scaron;     |

### Angolul
- EBCDIC-kódok
- Kis- és nagybetűs Unicode-kódok
- Łacinka kiejtés és írás
- Horvát kiejtés
- Cseh kiejtés
- Szlovák kiejtés
- Szlovén kiejtés
- Litván kiejtés Archiválva 2022. december 8-i dátummal a Wayback Machine-ben